# Sauber Petronas Engineering
Sauber Petronas Engineering AG (SPE) fue una compañía, propiedad del constructor suizo Sauber (60%) y de la petrolera malaya Petronas (40%). Fue fundada en 1996 con el propósito de suministrar motores a Sauber en la Fórmula 1 y al mismo tiempo diseñar motores a la automotriz Proton. También desarrolló motores para las motocicletas Petronas FP1.
El exingeniero de Honda y Ferrari, Osamu Goto, estaba a cargo de la División Powertrain, incluido el programa de motores de F1.
Los motores fueron durante muchos años casi idénticos a los utilizados por Ferrari, pero tenían la marca Petronas. Sauber obtuvo la licencia de casi todas las piezas legalmente autorizadas de Ferrari e incluso tenía varios ingenieros del constructor italiano en su personal. Muchos señalaron similitudes sospechosas entre los chasis de Ferrari y Sauber, pero nunca se hicieron acusaciones formales, incluso si las reglas de la Federación Internacional del Automóvil (FIA) requieren que cada equipo diseñe su propio chasis. El objetivo a largo plazo de Sauber-Petronas era diseñar y construir sus propios motores de F1 para la temporada 1999, pero el programa se abandonó y se optó por continuar con las unidades de Ferrari.
En 1998, Petronas encargó a la división Powertrain de SPE que diseñara su propio primer motor comercial para automóviles, el motor Petronas E01e.
Después de la temporada 2005, BMW compró Sauber y la cooperación con Ferrari llegó a su fin.

## Resultados

### Fórmula 1
(Clave) (negrita indica pole position) (cursiva indica vuelta rápida)

| Año     | Escudería                | Chasis     | Motor                    | Neu. | Pilotos               | 1   | 2   | 3   | 4   | 5   | 6   | 7   | 8   | 9   | 10  | 11  | 12  | 13  | 14  | 15  | 16  | 17  | 18  | 19  | Puntos | Pos. |
| ------- | ------------------------ | ---------- | ------------------------ | ---- | --------------------- | --- | --- | --- | --- | --- | --- | --- | --- | --- | --- | --- | --- | --- | --- | --- | --- | --- | --- | --- | ------ | ---- |
| 1997    | Red Bull Sauber Petronas | Sauber C16 | Petronas SPE-01 3.0 V10  | G    |                       | AUS | BRA | ARG | SMR | MON | ESP | CAN | FRA | GBR | GER | HUN | BEL | ITA | AUT | LUX | JPN | EUR |     |     | 16     | 7.º  |
| 1997    | Red Bull Sauber Petronas | Sauber C16 | Petronas SPE-01 3.0 V10  | G    | Johnny Herbert        | Ret | 7   | 4   | Ret | Ret | 5   | 5   | 8   | Ret | Ret | 3   | 4   | Ret | 8   | 7   | 6   | 8   |     |     | 16     | 7.º  |
| 1997    | Red Bull Sauber Petronas | Sauber C16 | Petronas SPE-01 3.0 V10  | G    | Nicola Larini         | 6   | 11  | Ret | 7   | Ret |     |     |     |     |     |     |     |     |     |     |     |     |     |     | 16     | 7.º  |
| 1997    | Red Bull Sauber Petronas | Sauber C16 | Petronas SPE-01 3.0 V10  | G    | Gianni Morbidelli     |     |     |     |     |     | 14  | 10  |     |     |     | Ret | 9   | 12  | 9   | 9   | DNS |     |     |     | 16     | 7.º  |
| 1997    | Red Bull Sauber Petronas | Sauber C16 | Petronas SPE-01 3.0 V10  | G    | Norberto Fontana      |     |     |     |     |     |     |     | Ret | 9   | 9   |     |     |     |     |     |     | 14  |     |     | 16     | 7.º  |
| 1998    | Red Bull Sauber Petronas | Sauber C17 | Petronas SPE-01D V10     | G    |                       | AUS | BRA | ARG | SMR | ESP | MON | CAN | FRA | GBR | AUT | GER | HUN | BEL | ITA | LUX | JPN |     |     |     | 10     | 6.º  |
| 1998    | Red Bull Sauber Petronas | Sauber C17 | Petronas SPE-01D V10     | G    | Jean Alesi            | Ret | 9   | 5   | 6   | 10  | 12† | Ret | 7   | Ret | Ret | 10  | 7   | 3   | 5   | 10  | 7   |     |     |     | 10     | 6.º  |
| 1998    | Red Bull Sauber Petronas | Sauber C17 | Petronas SPE-01D V10     | G    | Johnny Herbert        | 6   | 11† | Ret | Ret | 7   | 7   | Ret | 8   | Ret | 8   | Ret | 10  | Ret | Ret | Ret | 10  |     |     |     | 10     | 6.º  |
| 1999    | Red Bull Sauber Petronas | Sauber C18 | Petronas SPE-03A 3.0 V10 | B    |                       | AUS | BRA | SMR | MON | ESP | CAN | FRA | GBR | AUT | GER | HUN | BEL | ITA | EUR | MYS | JPN |     |     |     | 5      | 8.º  |
| 1999    | Red Bull Sauber Petronas | Sauber C18 | Petronas SPE-03A 3.0 V10 | B    | Jean Alesi            | Ret | Ret | 6   | Ret | Ret | Ret | Ret | 14† | Ret | 8   | 16† | 9   | 9   | Ret | 7   | 6   |     |     |     | 5      | 8.º  |
| 1999    | Red Bull Sauber Petronas | Sauber C18 | Petronas SPE-03A 3.0 V10 | B    | Pedro Diniz           | Ret | Ret | Ret | Ret | Ret | 6   | Ret | 6   | 6   | Ret | Ret | Ret | Ret | Ret | Ret | 11  |     |     |     | 5      | 8.º  |
| 2000    | Red Bull Sauber Petronas | Sauber C19 | Petronas SPE 04A 3.0 V10 | B    |                       | AUS | BRA | SMR | GBR | ESP | EUR | MON | CAN | FRA | AUT | GER | HUN | BEL | ITA | USA | JPN | MYS |     |     | 6      | 8.º  |
| 2000    | Red Bull Sauber Petronas | Sauber C19 | Petronas SPE 04A 3.0 V10 | B    | Pedro Diniz           | Ret | DNS | 8   | 11  | Ret | 7   | Ret | 10  | 11  | 9   | Ret | Ret | 11  | 8   | 8   | 11  | Ret |     |     | 6      | 8.º  |
| 2000    | Red Bull Sauber Petronas | Sauber C19 | Petronas SPE 04A 3.0 V10 | B    | Mika Salo             | DSQ | DNS | 6   | 8   | 7   | Ret | 5   | Ret | 10  | 6   | 5   | 10  | 9   | 7   | Ret | 10  | 8   |     |     | 6      | 8.º  |
| 2001    | Red Bull Sauber Petronas | Sauber C20 | Petronas 01A 3.0 V10     | B    |                       | AUS | MYS | BRA | SMR | ESP | AUT | MON | CAN | EUR | FRA | GBR | GER | HUN | BEL | ITA | USA | JPN |     |     | 21     | 4.º  |
| 2001    | Red Bull Sauber Petronas | Sauber C20 | Petronas 01A 3.0 V10     | B    | Nick Heidfeld         | 4   | Ret | 3   | 7   | 6   | 9   | Ret | Ret | Ret | 6   | 6   | Ret | 6   | Ret | 11  | 6   | 9   |     |     | 21     | 4.º  |
| 2001    | Red Bull Sauber Petronas | Sauber C20 | Petronas 01A 3.0 V10     | B    | Kimi Räikkönen        | 6   | Ret | Ret | Ret | 8   | 4   | 10  | 4   | 10  | 7   | 5   | Ret | 7   | DNS | 7   | Ret | Ret |     |     | 21     | 4.º  |
| 2002    | Red Bull Sauber Petronas | Sauber C21 | Petronas 02A 3.0 V10     | B    |                       | AUS | MYS | BRA | SMR | ESP | AUT | MON | CAN | EUR | GBR | FRA | GER | HUN | BEL | ITA | USA | JPN |     |     | 11     | 5.º  |
| 2002    | Red Bull Sauber Petronas | Sauber C21 | Petronas 02A 3.0 V10     | B    | Nick Heidfeld         | Ret | 5   | Ret | 10  | 4   | Ret | 8   | 12  | 7   | 6   | 7   | 6   | 9   | 10  | 10  | 9   | 7   |     |     | 11     | 5.º  |
| 2002    | Red Bull Sauber Petronas | Sauber C21 | Petronas 02A 3.0 V10     | B    | Felipe Massa          | Ret | 6   | Ret | 8   | 5   | Ret | Ret | 9   | 6   | 9   | Ret | 7   | 7   | Ret | Ret |     | Ret |     |     | 11     | 5.º  |
| 2002    | Red Bull Sauber Petronas | Sauber C21 | Petronas 02A 3.0 V10     | B    | Heinz-Harald Frentzen |     |     |     |     |     |     |     |     |     |     |     |     |     |     |     | 13  |     |     |     | 11     | 5.º  |
| 2003    | Red Bull Sauber Petronas | Sauber C22 | Petronas 03A 3.0 V10     | B    |                       | AUS | MYS | BRA | SMR | ESP | AUT | MON | CAN | EUR | FRA | GBR | GER | HUN | ITA | USA | JPN |     |     |     | 19     | 6.º  |
| 2003    | Red Bull Sauber Petronas | Sauber C22 | Petronas 03A 3.0 V10     | B    | Nick Heidfeld         | Ret | 8   | Ret | 10  | 10  | Ret | 11  | Ret | 8   | 13  | 17  | 10  | 9   | 9   | 5   | 9   |     |     |     | 19     | 6.º  |
| 2003    | Red Bull Sauber Petronas | Sauber C22 | Petronas 03A 3.0 V10     | B    | Heinz-Harald Frentzen | 6   | 9   | 5   | 11  | Ret | DNS | Ret | Ret | 9   | 12  | 12  | Ret | Ret | 13† | 3   | Ret |     |     |     | 19     | 6.º  |
| 2004    | Red Bull Sauber Petronas | Sauber C23 | Petronas 04A 3.0 V10     | B    |                       | AUS | MYS | BHR | SMR | ESP | MON | EUR | CAN | USA | FRA | GBR | GER | HUN | BEL | ITA | CHN | JPN | BRA |     | 34     | 6.º  |
| 2004    | Red Bull Sauber Petronas | Sauber C23 | Petronas 04A 3.0 V10     | B    | Giancarlo Fisichella  | 10  | 11  | 11  | 9   | 7   | Ret | 6   | 4   | 9†  | 12  | 6   | 9   | 8   | 5   | 8   | 7   | 8   | 9   |     | 34     | 6.º  |
| 2004    | Red Bull Sauber Petronas | Sauber C23 | Petronas 04A 3.0 V10     | B    | Felipe Massa          | Ret | 8   | 12  | 10  | 9   | 5   | 9   | Ret | Ret | 13  | 9   | 13  | Ret | 4   | 12  | 8   | 9   | 8   |     | 34     | 6.º  |
| 2005    | Sauber Petronas          | Sauber C24 | Petronas 05A 3.0 V10     | M    |                       | AUS | MYS | BHR | SMR | ESP | MON | EUR | CAN | USA | FRA | GBR | GER | HUN | TUR | ITA | BEL | BRA | JPN | CHN | 20     | 8.º  |
| 2005    | Sauber Petronas          | Sauber C24 | Petronas 05A 3.0 V10     | M    | Jacques Villeneuve    | 13  | Ret | 11† | 4   | Ret | 11  | 13  | 9   | DNS | 8   | 14  | 15  | Ret | 11  | 11  | 6   | 12  | 12  | 10  | 20     | 8.º  |
| 2005    | Sauber Petronas          | Sauber C24 | Petronas 05A 3.0 V10     | M    | Felipe Massa          | 10  | 10  | 7   | 10  | 11† | 9   | 14  | 4   | DNS | Ret | 10  | 8   | 14  | Ret | 9   | 10  | 11  | 10  | 6   | 20     | 8.º  |
| Fuente: |                          |            |                          |      |                       |     |     |     |     |     |     |     |     |     |     |     |     |     |     |     |     |     |     |     |        |      |